# Nilton Jacinto João da Silva
Nilton Jacinto João da Silva (Tubarão, 16 de setembro de 1936 - Tubarão, 17 de dezembro de 2020) foi um empresário e político brasileiro.
Filho de Idio José da Silva e Erotides Gaspar Silva. Casou com Vitória Geraldi Silva, com quem teve dois filhos.
Em 1982 foi eleito vice-prefeito de Tubarão (1983-1987), sendo eleito prefeito Miguel Ximenes de Mello Filho, e assumiu como prefeito interino em 1986.
Nas eleições de 1986 foi candidato a deputado estadual para a Assembleia Legislativa de Santa Catarina pelo Partido do Movimento Democrático Brasileiro (PMDB), elegendo-se com 14.871 votos e integrando a 11ª Legislatura (1987-1991). Foi deputado constituinte de 1988 (Constituição assinada em 5 de outubro de 1989).
Morreu em Tubarão, no dia 17 de dezembro de 2020, vítima da Covid-19, aos 84 anos.